# 塞勒姆市镇
59°12′N 17°46′E / 59.200°N 17.767°E
塞勒姆市镇（瑞典語：Salems kommun）是瑞典中东部斯德哥尔摩省的一个市镇。在16世纪时，该地区的名称本来叫做“Slaem”，但在后来演化成了耶路撒冷的圣经化名称“Salem”。该市的治所位于塞勒姆镇。